# Penrith, New South Wales
Penrith este o suburbie în Sydney, Australia.